# Veveří (Huzová)
Veveří – wieś, część gminy Huzová, położona w kraju ołomunieckim, w powiecie Ołomuniec, w Czechach.